# Yukihiro Aoba
Yukihiro Aoba (født 26. juli 1979) er en tidligere japansk fodboldspiller.
Han har spillet for flere forskellige klubber i sin karriere, herunder Ventforet Kofu.